# Tsna (vattendrag i Belarus, lat 53,95, long 27,50)
Tsna (ryska: Цна) är ett vattendrag i Belarus. Det ligger i den centrala delen av landet, 7 km nordväst om huvudstaden Minsk.
Omgivningarna runt Tsna är en mosaik av jordbruksmark och naturlig växtlighet. Runt Tsna är det mycket tätbefolkat, med 5 021 invånare per kvadratkilometer.